# Teòdot de Clazòmenes
Teòdot (grec antic: Θεόδοτος) fou un artista grec autor de medalles i monedes de plata trobades a Clazòmenes. Són de petita mesura i d'un treball molt ben fet amb un cap d'Apol·lo a l'anvers i la inscripció ΘΕΟΔΟΤΟΣ ΕΠΟΙΕΙ. Les monedes s'assemblen a les de Mausol de Cària i en qualsevol cas són de la mateixa època (meitat del segle iv aC).